# 准陽郡
もしかして
- 淮陽郡

ではありませんか？